# 非定型慢性骨髄性白血病
非定型慢性骨髄性白血病(ひていけいまんせいこつずいせいはっけつびょう、英名 Atypical Chronic myelogenous leukemia )とは慢性骨髄性白血病様の血液疾患のこと。慢性骨髄性白血病とは違いBCR-ABL融合遺伝子陰性である。aCMLやatypicalCMLと略称されるが、略称では「非定型」を意味するaやatypicalは小文字、CMLは大文字で表記するのが一般的である。

## 最初に
非定型慢性骨髄性白血病 (aCML)は名前と病態から慢性骨髄性白血病 (CML)の亜型に誤解されやすいが、別の疾患群に分類される病気である。しかし、慢性骨髄性白血病に特有のPh染色体が発見されるまでは同一の疾患として考えられていたため、病名がまぎらわしい。以下、単に「慢性骨髄性白血病」とした場合はBCR-ABL融合遺伝子陽性型であり、本稿で扱っているBCR-ABL融合遺伝子陰性型の疾患は「非定型慢性骨髄性白血病」と記載する。変異した遺伝子以外は名前を含めて多くの面で慢性骨髄性白血病に似るため、違う疾患ではあるが、本稿では慢性骨髄性白血病との相違を記載することが多い。

## 概要
末梢血において顆粒球系の白血球が増加し、健康人の末梢血では見られない幼若な白血球細胞も見られるようになる。ただし、細胞の分化成熟能は失われていないため白血病裂孔は見られず、幼若細胞から成熟した細胞まで各成熟段階の顆粒球が見られる。病気の進行とともに病的な白血球細胞が骨髄で増えるため、正常な造血が阻害されるようになる。

病態は慢性骨髄性白血病に似るが、慢性骨髄性白血病では必ず見られるBCR-ABL融合遺伝子が見られない。また慢性骨髄性白血病に比べると、末梢血中の白血球数はやや少なめで、好塩基球や芽球・幼若球も少なめで単球がやや多め。顆粒球に形態異状が見られるのが特徴である。さらに予後は慢性骨髄性白血病よりも不良である。

発症は非常に稀で、100万人に1人程度。

## 分類
WHO分類では慢性骨髄性白血病が含まれる慢性骨髄増殖性疾患とは別の疾患群である骨髄異形成/骨髄増殖性疾患に分類される。

## 症状
貧血・血小板減少・脾腫など。そしてそれらによって、息切れ、ひどい疲労感、あざや出血が生じやすい、点状出血、左側の肋骨下の痛みや膨満感、などのような症状が起こりえる。
慢性骨髄性白血病に似るため、本症に限られる特徴的な症状はない。

## 発症率
毎年10万人に1人か2人の割合で発生すると言われている慢性骨髄性白血病に比べ、非典型慢性骨髄性白血病の発症率はその5%程度と言われている。したがって、発症率は毎年人口100万人あたり0.5～1人程度と求められる。
平均発症年齢は慢性骨髄性白血病に比べると、10歳ほど上であり高齢者に多い。

## 特徴
慢性骨髄性白血病との相違はBCR-ABL遺伝子が存在しないことの他に、好中球に巨大化、低顆粒や脱顆粒、偽ペルゲル核異常、輪状核などの形態異状が見られることである。

## 原因
不明。多くの患者では染色体に何らかの異常が見つかるが、共通している異常は見つかっていない。

## 治療
稀な疾患であり治療法は定まっていないが、ヒドロキシカルバミドによる治療が2～4カ月の短期的な部分寛解をもたらしうる。BCR-ABL融合遺伝子が存在しない非定型慢性骨髄性白血病にはグリベックは無効である。

## 予後
予後は不良。平均生存期間は慢性骨髄性白血病の約半分と言われている。(注、未治療の慢性骨髄性白血病は診断後3～4年程度の平均生存期間である。)生存中央値が20ヶ月とする報告もある。
非定型慢性骨髄性白血病の死因は約25～40%において急性白血病への移行によるものであり、他には正常な造血が妨げられることによる貧血、血小板減少、肝脾腫、血小板減少に関連する衰弱、脳出血、および感染症などである。